# Fotonisk krystal
Fotoniske krystaller er metamaterialer, der udgøres af periodiske dielektriske eller metal-dielektriske (nano)strukturer som er designet til at påvirke elektromagnetiske bølgers (EM) udbredelse på den samme måde som det periodiske potential i et halvledende krystal påvirker elektronernes bevægelse ved at definere tilladte og forbudte elektriske energibånd.
Fraværet af tilladte udbredelsesenergibånd indeni strukturen for et interval af bølgelængder kaldes et fotonisk båndgab, som forårsager bemærkelsesværdige optiske fænomener, som bl.a. resulterer i; spontan udsendelse, generering af alle regnbuens farver ud fra infrarødt-lys, højreflekterende spejle som virker i alle retninger og lysleder med lavt tab, og materialer med negativt brydningsindeks.
Fotonisk krystal er grundlæggende set baseret på det fysiske fænomen diffraktion.